# Hervard
Hervard, av engelsk härkomst, var biskop i Skara stift under sent 1000-tal eller tidigt 1100-tal. Före sitt tillträde som biskop hade han lämnat sin maka och deras barn i England. Han förde med sig den egendom han införskaffat i Västergötland då han återvände till sin familj i England.